# Dorohan, Baranivka
Dorohan (în ucraineană Дорогань) este un sat în așezarea urbană Mareanivka din raionul Baranivka, regiunea Jîtomîr, Ucraina.

## Demografie
Componența lingvistică a localității Dorohan
     Ucraineană (95,45%)
Conform recensământului din 2001, majoritatea populației localității Dorohan era vorbitoare de ucraineană (95,45%), existând în minoritate și vorbitori de alte limbi.